# Indre (departamento)
Indre é um departamento da França localizado na região Centro. Sua capital é a cidade de Châteauroux.	